# Sea Fever
Pour plus de détails, voir Fiche technique et Distribution.
Sea Fever est un film de science-fiction horrifique belgo-britannico-suédo-irlandais écrit et réalisé par Neasa Hardiman, sorti en 2019.
Il est sélectionné et présenté au festival international du film de Toronto en septembre 2019 au Canada.

## Synopsis
Dans le cadre de ses études, poussée par son professeur, Siobhán (Hermione Corfield), une étudiante en biologie marine introvertie qui étudie les comportements fauniques est contrainte de passer une semaine sur un vieux chalutier, appartenant au skipper Gerard (Dougray Scott) et sa femme Freya (Connie Nielsen). Endetté, le couple décide d'embarquer son équipage vers une zone de pêche interdite, à l'ouest de l'Irlande, afin de régler leurs dettes. Peu de temps après leur départ en mer, une forme de vie inconnue enserre le navire, l’immobilisant au beau milieu de l’Atlantique. D'abord ignorée et laissée à l'écart par Gerard et ses hommes, Siobhán fait preuve de courage en plongeant dans l'eau pour tenter de découvrir une espèce inconnue phosphorescente collée à la coque du bateau. En l'inspectant, un machiniste du navire remarque qu'elle est trouée et que de la vase bleue gluante est à l'intérieur des brèches. Pensant qu'il s'agit d'une nouvelle forme de créature inédite, l'équipage tente de la capturer, en vain. Le jeune marin du navire, Johnny (Jack Hickey), se blesse douloureusement à la main en relâchant le filet de pêche qui devait la piéger. Remarquant un autre bateau visiblement abandonné près du leur, Gerard y accoste avec Johnny et Siobhan. Le trio découvre que ses occupants se sont suicidés. Même si leurs yeux ont mystérieusement disparu, Gerard leur conseille de ne rien dire aux autres car, pour lui, ils sont décédés d'une fièvre qui les a rendus fous.
Rapidement, une infection se propage sur le chalutier de Gerard. En inspectant les yeux de Johnny, Siobhán aperçoit des mouvements bizarres dans sa rétine. Alors qu'il se lave le visage, il devient aveugle et ses yeux éclatent, libérant de minuscules organismes. Experte en biologie, Siobhan déduit que la créature sous-marine sous leur bateau les injecte dans leur approvisionnement en eau, dès lors contaminé par des larves. Rapidement, la paranoïa s'installe et chacun pense qu'il a été contaminé car tout le monde a été en contact avec l'eau. Avant de retourner sur terre, une quarantaine de l'équipage est votée. Alors qu'ils succombent un à un, rongés de l'intérieur par ces parasites, Siobhán essaie coûte que coûte de trouver une solution pour survivre.

## Fiche technique
Sauf indication contraire, les informations mentionnées dans cette section peuvent être confirmées par la base de données cinématographiques IMDb,  présente dans la section « Liens externes ».
- Titre original et français : Sea Fever
- Réalisation et scénario : Neasa Hardiman
- Musique : Christoffer Franzén
- Direction artistique : Shane McEnroe
- Décors : Ray Ball
- Costumes : Maeve Paterson
- Photographie : Ruairí O'Brien
- Son : Frédéric Meert et David Vranken[1]
- Montage : Barry Moen et Julian Ulrichs
- Production : Brendan McCarthy, John McDonnell, Börje Hansson, Jean-Yves Roubin, Eddie Dick et Cassandre Warnauts[1]

Production déléguée : Patrick Fisher, Jonathan Feuer, Patrick Ewald, Shaked Berenson, Lesley McKimm et Peter Possne
- Sociétés de production : Bright Moving Pictures, Fantastic Films, Frakas Productions et Makar Productions[1]
- Société de distribution : Eagle Film
- Pays d'origine :  Irlande /  Suède /  Royaume-Uni /  Belgique[1]
- Langue originale : anglais
- Format : couleur
- Genre : Science-fiction horrifique
- Durée : 89 minutes
- Dates de sortie  :
  - Canada : 5 septembre 2019 (Festival international du film de Toronto)
  - Royaume-Uni : 24 avril 2020 (VOD)
  - Irlande : 29 juin 2020
  - France : 18 septembre 2020 (DVD)

## Distribution
- Hermione Corfield : Siobhán
- Dougray Scott : Gerard
- Connie Nielsen : Freya
- Olwen Fouéré : Ciara
- Jack Hickey : Johnny
- Ardalan Esmaili : Omid
- Elie Bouakaze : Sudi